# Margot Vanderstraeten
Margot Vanderstraeten (Hasselt, 9 december 1967) is een Belgisch schrijver en journalist. Ze schrijft columns, opiniestukken en interviews voor kranten en bladen.

## Biografie
Vanderstraeten groeide op in Zonhoven en liep school in de mijnwerkerscité Meulenberg waar haar moeder lesgaf. In het middelbaar zat ze in twee andere scholen totdat haar op het internaat van Agnetendal in Peer de liefde voor het woord werd bijgebracht.
Ze deed een studie vertaler Frans-Spaans aan het Hoger Instituut voor Vertalers en Tolken in Antwerpen. Aanvankelijk werkte ze freelance voor reclamebureaus en tijdschriften zoals Steps, de Gazet van Antwerpen en Trends, later verschenen haar stukken vooral in De Standaard en De Morgen. 
Sinds 2000 schrijft Vanderstraeten naast haar journalistieke werk ook fictie. Haar eerste romans verschenen bij Em. Querido's Uitgeverij. In 2003 won ze als prominente het Groot Dictee der Nederlandse Taal. In 2008 maakte ze de overstap naar Atlas Contact.
In 2009 kreeg de schrijfster een column op de voorpagina van dagblad De Morgen, in een beurtrol met Hugo Camps. Momenteel schrijft ze vooral diepte-interviews voor deze krant. Ook schrijft ze columns voor Feeling, Gentleman en de Boekenkrant. In 2009 werd ze lid van de raad van de Nederlandse Taalunie.
In november 2019 was ze te gast in het praatprogramma Alleen Elvis blijft bestaan.
In 2019 vatte Vanderstraeten het idee op om, naar aanleiding van het twintigjarig faillissement van de Belgische luchtvaartmaatschappij Sabena, een documentairereeks over de luchtvaart in haar land te maken. Ze deed de research, zocht getuigen, nam de interviews af en schreef mee aan het scenario. In november 2021 werd de vijfdelige documentairereeks Sabena uitgezonden op Canvas.
Vanderstraeten is getrouwd en woont en werkt in Antwerpen.